# Harry Fox
Harry Fox (25 de maio de 1882 - 20 de julho de 1959) foi um dançarino, ator de vaudeville e ator de cinema estadunidense que iniciou sua carreira na era muda, alcançando a era sonora. Atuou em cerca de 23 filmes entre 1916 e 1948, mas se tornou mais conhecido por dar seu nome para a dança Fox Trot, por volta de 1913 ou 1914.

## Biografia
Nascido Arthur Carringford em Pomona, Califórnia, Fox começou a se sustentar aos 15 anos, e chegou a trabalhar em circo e ser jogador de basebol por um tempo.

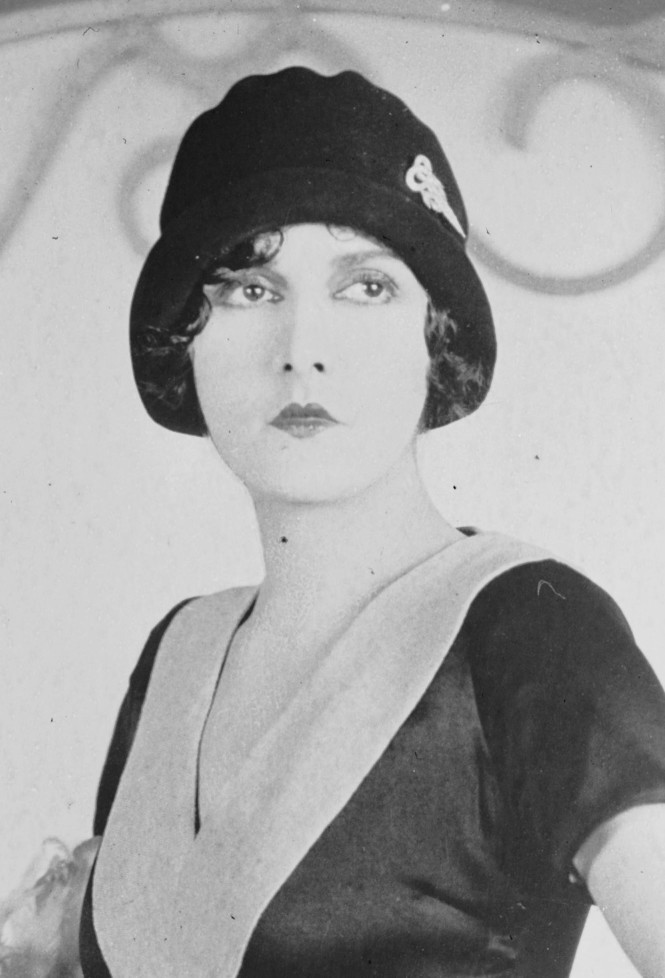
Evelyn Brent, terceira esposa de Harry Fox

Fox era dançarino e cantava, e começou então a trabalhar em vaudeville, em São Francisco. Com vocação também para a comédia, em 1904 atuou no Belvedere Theatre em uma comédia intitulada Mr. Frisky of Frisco. Após o terremoto e o incêndio em São Francisco em 1906, foi para Nova Iorque, e em 1914 atuou em várias comédias naquela região. O New York Theatre, então um dos maiores do mundo, havia se transformado em uma sala de cinema, e como atração extra, entre as apresentações eram encenados pequenos atos de vaudeville. Harry Fox e sua companhia, as American Beauties foram selecionados para atos de dança. E o andar de cima do teatro foi transformado em Jardin de Danse, onde as Dolly Sisters se apresentavam. O Fox-trot teve origem, assim, no Jardin de Danse do New York Theatre, e os passos de Harry foram sendo chamados de Fox Trot. Seus passos foram gravados pelo instrutor de dança F. L. Clendenen em seu livro de 1914 Dance Mad, então referidos como The Fox Trot, isto é, “como foi dançado por Mr. Fox”.
Além de dançar, Harry Fox fez algumas gravações de canções populares e apareceu em alguns filmes mudos, em especial o seriado Beatrice Fairfax, em 1916, ao lado de Grace Darling e Olive Thomas.
Especializado em comédias, no início da era sonora fez alguns curta-metragens tais como Harry Fox and His Six American Beauties (1929) e The Bee & the Fox (1929) (ao lado de sua parceira e esposa Beatrice Curtis), mas na década de 1930, sua fama havia acabado e ele viveu na obscuridade, atuando em pequenos papéis no cinema, muitas vezes não creditado, e mantendo um emprego como um testador em uma fábrica de aviões. Seu último filme foi Easter Parade, em 1948, num pequeno papel não creditado.

## Vida pessoal e morte
Entre 1914 e 1921, foi casado com a dançarina Jenny Dolly, uma das famosas gêmeas The Dolly Sisters, de Florenz Ziegfeld. Ele ainda vivia em 1945, quando a cinebiografia The Dolly Sisters foi feita. O filme mostra o casamento durante a Primeira Guerra Mundial, um divórcio subseqüente e uma reunião depois do acidente de Jenny Dolly. No filme, Harry é interpretado por John Payne. Depois Harry foi casado com a atriz Beatrice Curtis, entre 25 de janeiro de 1922 e 1934, parceira de muitos de seus filmes, de quem se divorciou e teve um filho; e seu último casamento foi com a atriz Evelyn Brent (de quem foi o terceiro marido), com quem ficou casado até sua morte, em 1959.
Faleceu em Los Angeles a 20 de julho de 1959, e está sepultado no San Fernando Mission Cemetery.

## Filmografia parcial
- Beatrice Fairfax (1916)
- Artless Artie (1920)

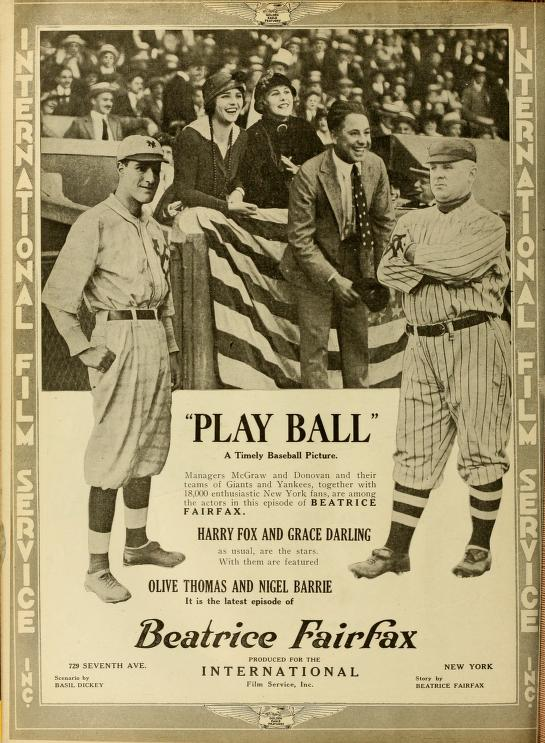
Anúncio do seriado Beatrice Fairfax (1916)

- Harry Fox and His Six American Beauties (1929)
- The Bee & the Fox (1929)
- The Play Boy (1929)
- Love Time (1934)
- Fugitive in the Sky (1936)
- The Go Getter (1937)
- Garden of the Moon (1938)
- Easter Parade (1948)